# Elsa Kelly
Elsa Rosa Diana Kelly (28 de fevereiro de 1939) é uma advogada e diplomata argentina. Atualmente é juíza no Tribunal Internacional do Direito do Mar como especialista. Desempenhou vários cargos na diplomacia argentina e serviu como embaixadora na Itália, na Áustria e junto da UNESCO.

## Biografia
Kelly nasceu na cidade de Buenos Aires em 23 de fevereiro de 1939. Formou-se como advogada na Universidade de Buenos Aires em 1960 e recebeu uma bolsa de estudos pelo programa do Centro de Assuntos Internacionais da Universidade de Harvard. Kelly serviu como professora de Direito Internacional Público. Iniciou a sua carreira diplomática ao entrar no Instituto del Servicio Exterior de la Nación. Kelly tornou-se embaixadora em 1984. No Ministério dos Negócios Estrangeiros e do Culto, desempenhou vários cargos, incluindo Membro do Conselho Superior de Embaixadores, Diretora de Relações Culturais e Diretora-Geral dos Assuntos Ambientais. Foi nomeada Vice-Ministra dos Negócios Estrangeiros sob o governo de Raúl Alfonsín.
Entre 1985 e 1989 representou a Argentina na UNESCO em Paris. Foi nomeada embaixadora na Itália, cargo que ocupou até 2003. Kelly serviu como embaixadora na Áustria entre 2003 e 2006. Em 2010, foi nomeada pela Presidente Cristina Fernandez de Kirchner como coordenadora nacional da Cimeira Nuclear Global em Washington D.C. Durante esse ano, o seu nome estava entre os possíveis sucessores de Héctor Timerman como embaixador nos Estados Unidos, cargo que, no entanto, permaneceu nas mãos de Alfredo Chiaradía.  Kelly foi nomeada juíza do Tribunal Internacional para o Direito do Mar em 1 de outubro de 2011, tornando-se a primeira mulher entre vinte membros que compõem o corpo. Permanecerá no cargo por um período de nove anos.